# 插烯
插烯（英語：vinylogous）是通过共轭的有机结合的系统传输的电子效应。概念于1962年由路德维希*克莱森提出，用于解释甲酰丙酮和相关酮醛的酸性。形容词形式，插烯物，用于描述其中该基团的标准部分仅通过共轭键合体系分离的官能团，如羰基和羟基间的碳＝碳键称为插烯羧酸，电子方式与羧酸类似。

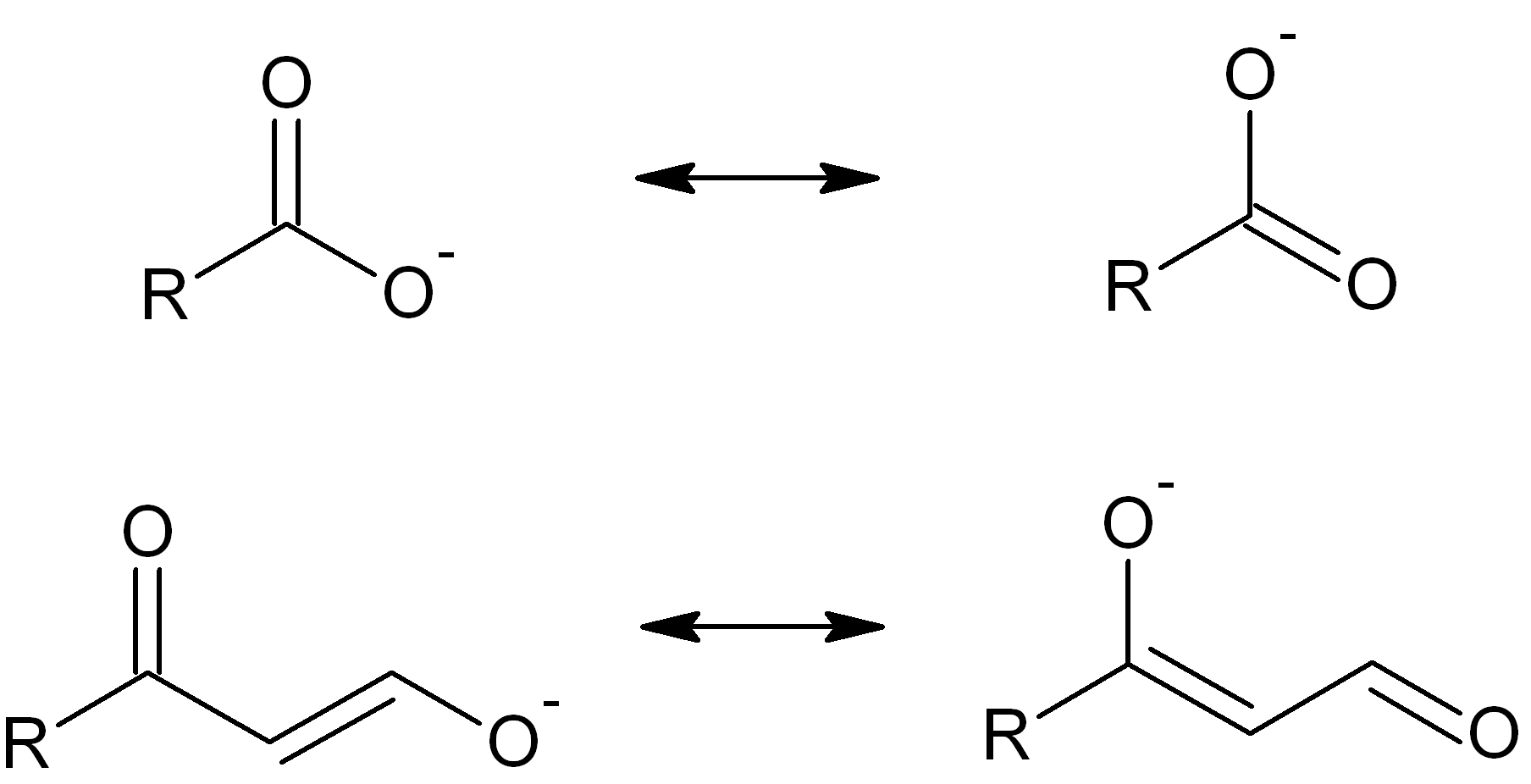

## 插烯反应

插烯醛反应。 Cf. 简单的 醛反应的。

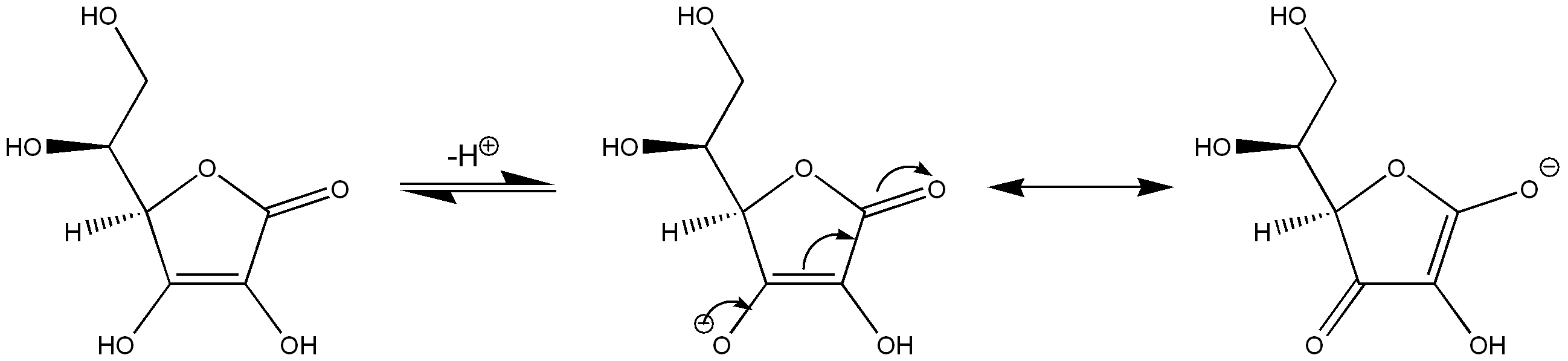
电子推动在抗坏血酸共轭碱中的主要共振结构